# Futuro (Haus)

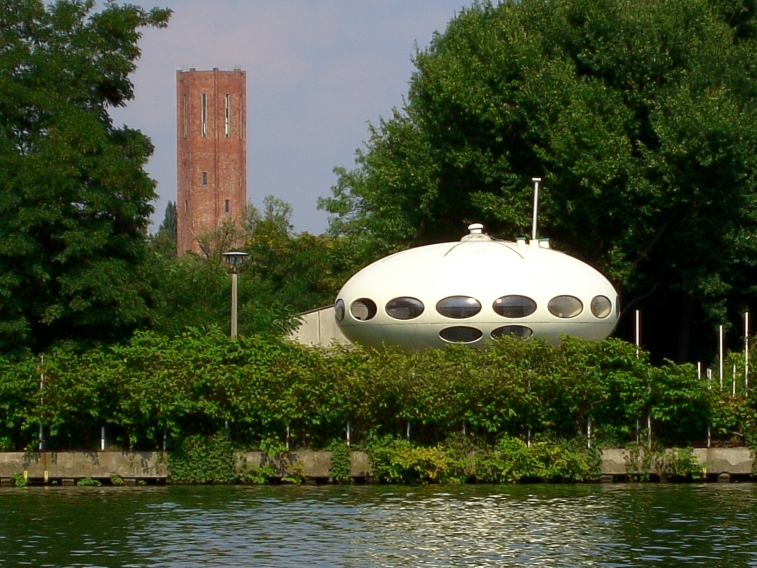
Futuro 13, Berlin, 2007

Das Futuro ist ein im Jahr 1968 vom finnischen Architekten Matti Suuronen entwickeltes, weitgehend aus Kunststoff bestehendes ellipsoides, auf einem Metallgerüst stehendes, 36 m² großes Rundhaus.

## Daten
Das Haus hat die Form eines abgeflachten Rotationsellipsoiden und besteht aus Fiberglas mit einer Polyurethan-Isolation. Es misst 8 Meter im Durchmesser, ist 4 Meter hoch und wiegt mit kompletter Einrichtung 4 Tonnen. Das Haus kann so mit Transporthubschraubern in schwieriges Gelände gebracht werden und sollte auf vorgefertigten Betonsockeln stehen. Es wird elektrisch beheizt. Im Jahre 1968 kostete das Haus 12.000 US-Dollar.
Das Futuro wurde von der finnischen Firma Polykemi Ltd. in einer kleinen Serie sowie in weiteren Ländern in Lizenz gefertigt. Es gibt keine klaren Angaben über die tatsächliche Anzahl der produzierten und noch existierenden Häuser. Den Plänen für die Innenausstattung des Futuro zufolge hat Matti Suuronen mehrere Benutzungsmöglichkeiten für das Haus vorgesehen, z. B. als Berghütte, Wochenendhaus, Unterrichtsraum oder Arztpraxis.
Der Prototyp des Futuro befindet sich in der Sammlung des Museum Boijmans Van Beuningen in Rotterdam, Niederlande. Im Jahr 2010 wurde er restauriert.

## Futuro in Deutschland

### Futuro Nr. 13

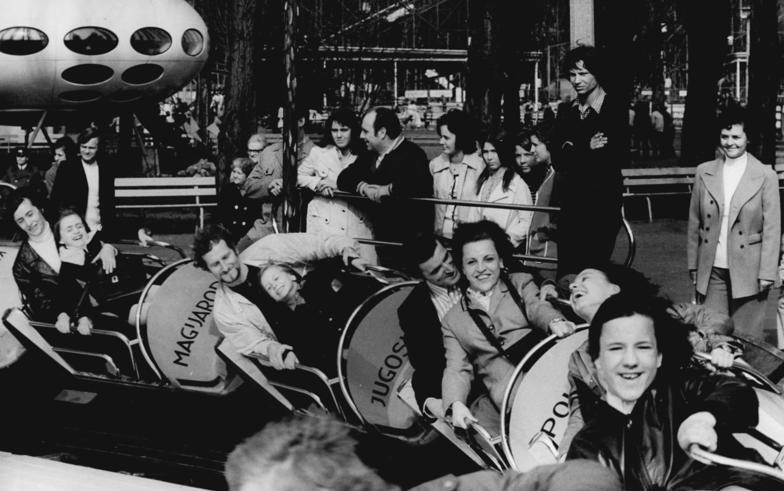
Futuro im Kulturpark im Plänterwald der DDR in Treptow, 1974

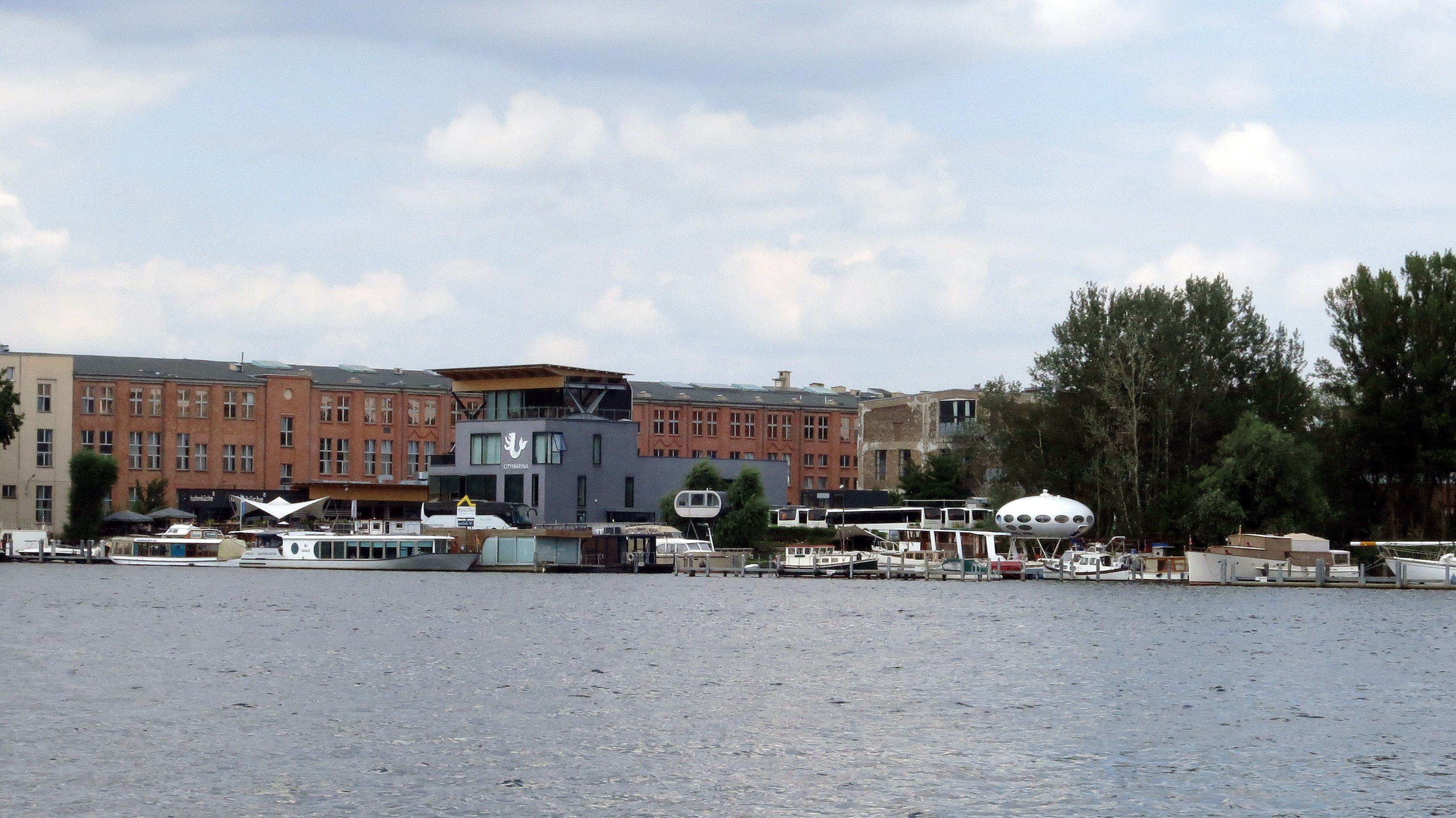
Futuro 13 vom Spreepark aus, Berlin 2021

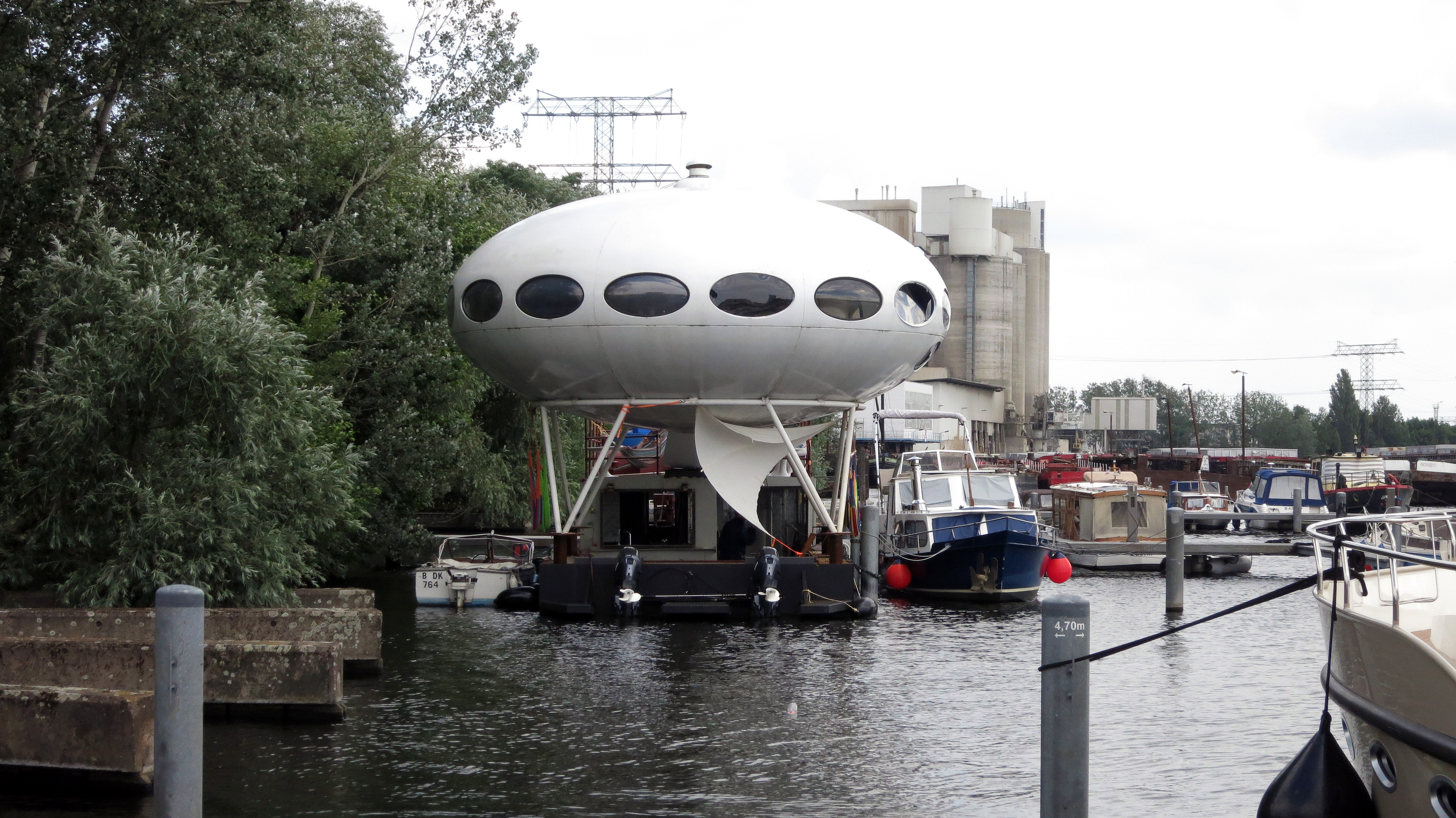
Futuro 13 auf einem Boot montiert, Berlin 2021

Die Futuro-Häuser wurden in Deutschland ab 1968 vom ehemaligen Langenhagener Zweigwerk der Steffens & Nölle AG hergestellt und vertrieben. Eines der Futuro-Häuser stand in Berlin an der Spree neben dem Gelände des Rundfunks der DDR. Es hat die Seriennummer 13. Dieses Haus wurde 1969 auf dem Stand der Bayer AG auf der Hannover-Messe ausgestellt, um die Qualität des Kunststoffs für die Isolation zu zeigen. Eine niederländische Firma, die den Auftrag erhalten hatte, den ersten Kulturpark der DDR in Treptow auszustatten, hatte es dort gesehen, kaufte es und richtete darin das Parkfunkstudio ein. Nach der Schließung des Spreeparks wurde das Futuro-Haus in Privatbesitz verkauft und mit einem Kran und einem Lastkahn auf die andere Spreeseite transportiert. Die neue Besitzerin hat es aus Eigenmitteln restauriert und eingerichtet. Im Jahr 2020 musste der Standort aufgegeben werden und das Futuro wurde auf einem Kahn abtransportiert. Nach einer Zwischenstation liegt es derzeit als Hausboot 1,5 km weiter stromabwärts im Bereich „Marina Marina“(⊙). Wegen der dortigen Baustellen ist es nur schwer zu erreichen und nicht öffentlich zugänglich. Für die weitere Nutzung gibt es bisher keine konkreten Pläne (Stand 2021).

### Futuro von Charles Wilp
Ein weiteres Futuro stand in den 1970er-Jahren bei dem Aktionskünstler Charles Wilp auf dem Dach seines Hauses im Düsseldorfer Stadtteil Wittlaer-Bockum am Rhein. Zu den Besuchern dieses Futuros gehörten Andy Warhol, Arthur Paul, damals Chefdesigner der Zeitschrift Playboy, sowie der Verpackungskünstler Christo. Christo war es auch, der im Rahmen der Kunstaktion Wrapped Living Space dieses Futuro dort 1970 verpackte. Im Jahr 1973 wurde Wilp untersagt, das Futuro auf dem Dach seines Hauses stehen zu lassen, da es das Stadtbild störe. Das Futuro dient heute als Chill-Out-Raum für Forscher in der Arktis.

### Futuro der Pinakothek der Moderne in München

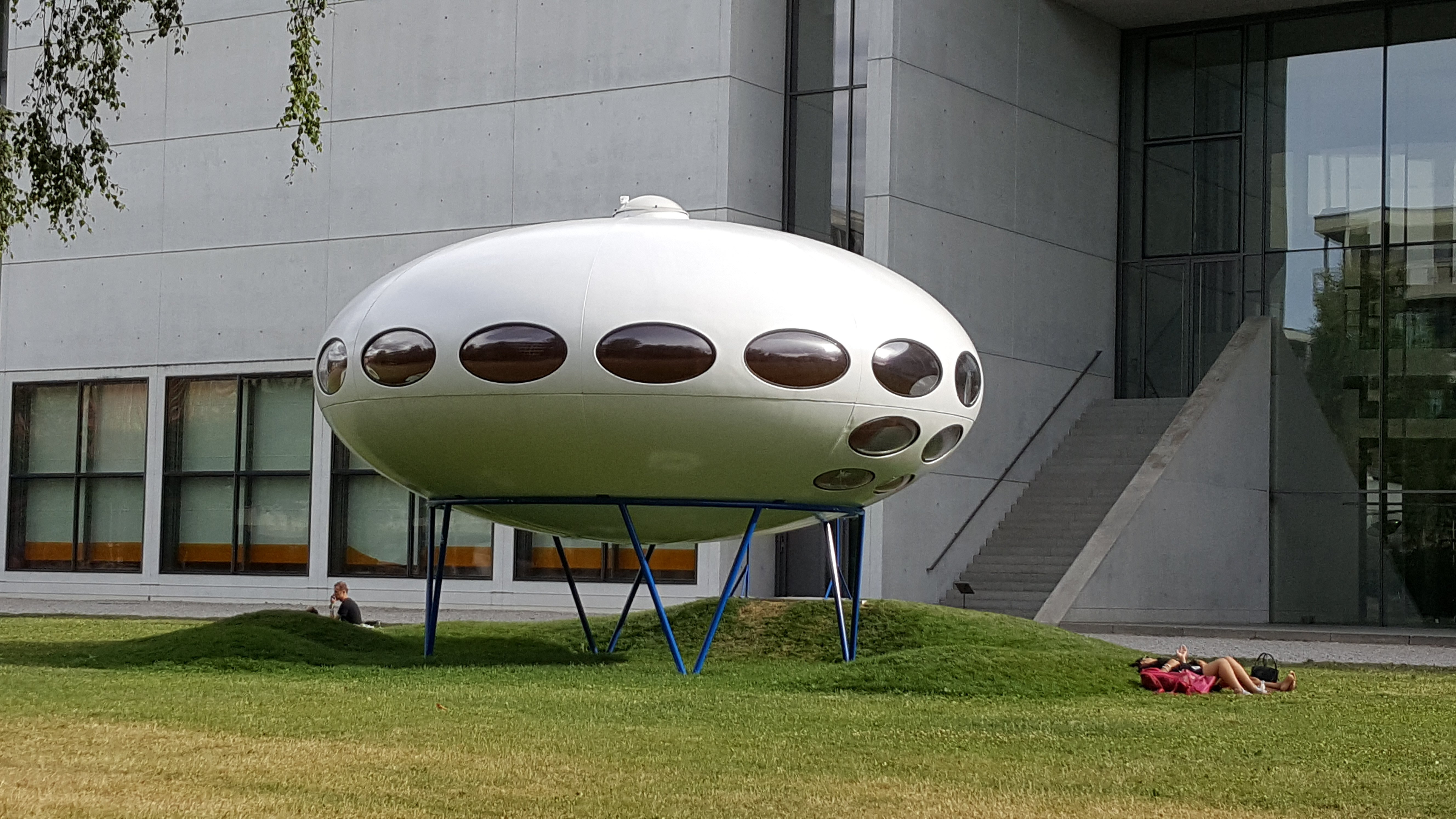
Futuro der Pinakothek der Moderne

Ein weiteres Futuro stand für knapp 40 Jahre in Vlotho; das Gebäude wurde als Sitzungssaal eines Unternehmens genutzt. Ende Mai 2010 wurde es nach Witten abtransportiert. Dort war es Teil des Charles Paul Wilp Moduls beziehungsweise Charles Wilp Space, ein Museum mit Werken des Werbeschaffenden in einem stillgelegten Pumphaus des örtlichen Wasserwerks, das 2015 geschlossen wurde. Da sich die Idee eines Wilp-Museums in Witten nicht realisieren ließ, wurde dieses Futuro von der Pinakothek der Moderne in München gekauft, wo es nun restauriert im Außenbereich zu sehen ist. Es handelt sich um ein von der Junior SystemBau GmbH in Lizenz gebautes Futuro.

### Futuro in Frankfurt am Main
In Frankfurt am Main ist in das Gebäude des Jugendhauses im Stadtteil Nied ein halbiertes, gelbes Futuro integriert.

### Futuro in Taunusstein
In Taunusstein befindet sich auf einem Firmengelände ein weißes Futuro.
Außerdem ein weiteres in Engenhahn, Ortsteil Wildpark.

## Rezeption
Der finnische Filmemacher Mika Taanila drehte 1998 den Dokumentarfilm Futuro – A New Stance for Tomorrow. Auch in einem Comic kommt das Futuro vor. Buckminster Fuller realisierte ein auf vergleichbaren Überlegungen beruhendes, ebenfalls industriell vorproduziertes Dymaxion House.
Auf der DVD des Dokumentarfilms Plastic Planet von Werner Boote befindet sich unter den nicht verwendeten Szenen eine Sequenz über ein Futuro in Finnland.